# Wigborough
Wigborough is een buurtschap in het Engelse graafschap Somerset. Het omvat enkele verspreid liggende boerderijen en woonhuizen en maakt deel uit van de civil parish South Petherton. Wigborough komt in het Domesday Book (1086) voor als 'Wincheberie' / 'Winchinberia'. In de buurtschap bevindt zich het statige 'Wigborough Manor House', waarvan de bouw startte in 1585. Het staat op de Britse monumentenlijst.